# Erigorgus latro
Erigorgus latro är en stekelart som först beskrevs av Franz Paula von Schrank 1781.  Erigorgus latro ingår i släktet Erigorgus och familjen brokparasitsteklar. Arten är reproducerande i Sverige. Utöver nominatformen finns också underarten E. l. vicinus.